# Horácio Manuel Tavares de Carvalho
Horácio Manuel Tavares de Carvalho (Vila Nova de Gaia, 1946 — 13 de agosto de 2012) foi um Governador Civil de Faro entre 11 de Julho de 1983 e 16 de Dezembro de 1985.
Foi deputado à Assembleia da República na II Legislatura pelo PSD.